# Roslagens norra pastorat
Roslagens norra pastorat är ett pastorat i Upplands norra kontrakt i Uppsala stift i Östhammars kommun. 
Pastoratet omfattar Frösåkers och Öregrund-Gräsö församlingar. Dess pastoratkod är 011010.
Pastoratet bildades 2017 genom en namnändring av Frösåkers pastorat när detta slogs samman med Öregrund-Gräsö pastorat.

## Kyrkoherdar
Kyrkoherde är sedan 2019 Sara Jakobsson Grip.